# Lord-lieutenant du Argyllshire
Ceci est une liste de personnes qui ont servi comme Lord Lieutenant du Argyllshire. L'office a été créé le 6 mai 1794 et remplacé par le Lord Lieutenant d'Argyll and Bute en 1975.
- John Campbell (5e duc d'Argyll) 17 mars 1794 – 1799
- George Campbell (6e duc d'Argyll) 16 avril 1799 – 22 octobre 1839
- John Campbell (2e marquis de Breadalbane) 4 décembre 1839 – 8 novembre 1862
- George Campbell (8e duc d'Argyll) 15 novembre 1862 – 24 avril 1900
- John Campbell (9e duc d'Argyll) 27 juillet 1900 – 2 mai 1914
- Gavin Campbell (1er marquis de Breadalbane) 17 August 1914 – 19 octobre 1922
- Niall Campbell (10e duc d'Argyll) 20 février 1923 – 20 août 1949
- Sir Bruce Atta Campbell 5 décembre 1949 – 28 aout 1954
- Charles Maclean, Baron Maclean 24 novembre 1954 – 1975

## Deputy Lieutenants
Deputy Lieutenants soutient traditionnellement le Lord-Lieutenant. Il peut avoir plusieurs deputy-lieutenants à tout moment, selon la population du comté. Leur nomination n'e prend pas fin avec le changement de Lord-Lieutenant, mais ils ont habituellement pris leur retraite à l'âge de 75 ans.
- Donald Smith, 1er Baron Strathcona and Mount Royal 18 avril 1901 [1]
- Sholto Douglas, 19e Comte de Morton 27 mai 1901[2]
- Lord Archibald Campbell 27 mai 1901 [2]
- John Ronald Moreton Macdonald, Esq. 27 mai 1901 [2]
- Charles Murray Guthrie, Esq., MP 27 mai 1901 [2]
- John Maclachland, Esq. 27 mai 1901 [2]
- Archibald John Lochnell Campbell, Esq. 27 mai 1901 [2]
- Colin Campbell, Esq. 27 mai 1901 [2]
- Sir Arthur John Campbell Orde, 4e Bart. 27 mai 1901 [2]
- James Macalister Hall, Esq. 27 mai 1901 [2]
- Robert Chellas Graham, Esq. 27 mai 1901 [2]
- Lieutenant-Colonel John Neil Macleod, VD, 27 mai 1901 [2]
- Colonel Aylmer McIver Campbell 27 mai 1901 [2]
- James Noel Forsyth, Esq. 27 mai 1901 [2]
- Lord Alwyne Compton 27 mai 1901 [2]
- Sir Norman Lamont, 2e Baronnet 27 mai 1901 [2]